# ユーフー
ユーフー(Yoo-hoo)は、アメリカ合衆国のチョコレート飲料の製品名。開発、製造販売した会社の名前でもある。
日本においては、大洋漁業（現マルハ）がユーフー社と提携し、原液を輸入して日本国内で缶入り加工を行い、1974年5月から販売を行った。製造および販売は富士コカ・コーラボトリングが行っていた。神奈川県を中心として販売された。

## 関連
- 佐々木幸男 - デビュー曲『君は風』の歌詞に「君が好きな飲み物」としてユーフーが出てくる。